# 吊罗美登木
吊罗美登木（学名：Maytenus tiaoloshanensis）为卫矛科美登木属下的一个种。